# Pinus lawsonii
Pinus lawsonii es una especie de pino de la familia Pinaceae, comúnmente conocida como pino ortigillo. Es endémico de México donde crece a una altitud entre 1300 y 2600 m s. n. m. Puede alcanzar una longitud de 30 m.
Se reconoce las siguientes variedades:
- variété Pinus lawsonii var. gracilis Debreczy & I.Rácz
- variété Pinus lawsonii var. lawsonii

## Clasificación y descripción
Árbol mediano de baja estatura de 8 a 15 m, aunque puede alcanzar hasta los 30 m,  se distingue por su follaje grisáceo a diferencia del verde de P. oocarpa, P. pringlei y P. devoniana, con los que suele asociarse.  Los árboles, por lo general tienen un solo tronco recto; corteza fina, de color marrón rojizo, exfoliante en placas delgadas, en árboles adultos la corteza se vuelve, áspera y escamosa, negro-marrón con fisuras longitudinales profundas y una corteza interior rojo púrpura. Hojas, 3 agrupadas en fascículos que forman densos mechones, de 14 a 16 cm de longitud, de 1.2 mm de ancho del lado dorsal y de 7 mm del lado ventral, densamente aserrados con pequeños dientes. Conos pequeños de 1. 4 cm de longitud, ovales, abruptamente contraídos hacia la base. Conos, desarrollados sobre un pedúnculo delgado de 1.4 cm de longitud, compuesto de 80 a 110 escamas, irregularmente redondeadas en el margen superior, de color café brillante o castaño oscuro. Semillas pequeñas, de 4.5 a 2.5 mm, aplanadas, abovoides, de color café o negra con pequeñas manchas grises, con un ala de color marrón y traslúcida.

## Distribución
Especie nativa de México, se distribuye en los estados de Jalisco, Michoacán, México, Puebla, Guerrero, Oaxaca, Hidalgo y Morelos. 

## Ambiente
Esta especie prospera en la Sierra Madre del Sur y el Eje Neovolcánico Transversal prospera en sitios húmedos como fondo de cañadas. P. lawsonii, es una especie que se desarrolla entre los 1400 y 2500 m s. n. m.  Su población se localiza entre los 16° 50” a 20° 00” de LN y entre los 96°30” a 104°05” de LO. Desarrolla bien en suelos con textura arcillo-limosa, suelos profundos de 1 a 2 m o en suelos somero, cuyo pH sea de 6.5. Tolera temperaturas desde -10 °C has 43 °C y en precipitaciones pluviales que fluctúan entre los 600 a 2400 mm anuales.

## Estado de conservación
Madera moderadamente resistente de hilo recto, de uso doméstico y cortas dimensiones, postes para cercas, vigas y durmientes. Por su dureza se usa para leña y artesanías. Potencial en juguetes de fricción, decoración de interiores, marcos para cuadros, puertas y ventanas. Para plantaciones cuidar la procedencia dada su variabilidad ambiental. No se encuentra en las norma 059-ECOL-2010 de la SEMARNAT. Y está considerada como preocupación menor de acuerdo a las lista de IUCN.